# Araneus yuanminensis
Araneus yuanminensis là một loài nhện trong họ Araneidae.
Loài này thuộc chi Araneus. Araneus yuanminensis được miêu tả năm 1990 bởi Chang-Min Yin et al..